# DTO
Data Transfer Object (DTO) — один из шаблонов проектирования, используется для передачи данных между подсистемами приложения.
Data Transfer Object, в отличие от business object или Data Access Object не должен содержать какого-либо поведения.

## В Java
В Enterprise JavaBeans DTO используется для сериализации.
Entity beans представляют объекты, находящиеся в постоянном хранилище, например, в базе данных. С одной стороны, это очень удобно, так как программа-клиент не должна заботиться о подсоединении к базе данных напрямую. С другой стороны, каждое изменение в entity bean может вызывать методы удалённого доступа, что увеличивает нагрузку на сеть и снижает скорость работы программы. Sun Java Center порекомендовал для решения этой проблемы изолировать все данные в отдельный объект и передавать этот объект в entity bean одним методом.
В версии EJB 3.0 модель записи данных была изменена, эта проблема была разрешена и нужда в DTO отпала.
Не следует путать DTO с Value Object — это разные паттерны. Путаница вызвана тем, что в ранней литературе по J2EE для описания DTO использовался термин «Value Object», однако позже его заменили на «Transfer Object».